# Fáy Árpád András
Fáy Árpád András (Pozsony, 1902. október 14. – Budapest, 1976. július 10.) író, műfordító, lapszerkesztő, újságíró, olvasószerkesztő.

## Életpályája
1924–1940 között a debreceni Független Újság illetve a 100 % című folyóirat munkatársa volt. 1945–1949 között a debreceni Néplapnál dolgozott. Ezután Budapestre költözött. Részt vett a KÖZÉRT Vállalat megalapításában, amelynek 1947–1956 között vezérigazgatója volt. Ezután a Nagyvilág olvasószerkesztője volt.

## Családja
Szülei: Fáy Miksa és Farkas Etelka voltak. 1924. június 5-én, Debrecenben házasságot kötött Farkas Rózával.
Sírja a Farkasréti temetőben volt (felszámolták).

## Műfordításai
- Friedrich Dürrenmatt: Az öreg hölgy látogatása (Budapest, 1960)
- Richard Petzoldt: Richard Strauss élete képekben (Budapest, 1961)
- Villi Bredel: Új fejezetek (Budapest, 1962)
- Heinrich Böll: Doktor Murke összegyűjtött hallgatásai (Budapest, 1965)
- Bertolt Brecht: A háromgarasos regény (Budapest, 1970)
- Friedrich Dürrenmatt: Az ígéret

## Művei
- Mai külföldi elbeszélők (antológia; I.-II.; 1960, 1968)

## Díjai
- Szocialista Kultúráért (1964)[6]